# Atletica leggera ai Giochi della XXV Olimpiade - 1500 metri piani maschili

Video della Finale

I 1500 metri piani hanno fatto parte del programma maschile di atletica leggera ai Giochi della XXV Olimpiade. La competizione si è svolta nei giorni 3-8 agosto 1992 allo Stadio del Montjuic di Barcellona.

## Presenze ed assenze dei campioni in carica
| Competizione         | Atleta             | Prestazione | Barcellona 1992 |
| -------------------- | ------------------ | ----------- | --------------- |
| Olimpiadi 1988       | Peter Rono         | 3'35”96     | Non qual.       |
| Commonwealth 1990    | Peter Elliott      | 3'33”39     | Non selez.      |
| Goodwill Games 1990  | Joe Falcon         | 3'39”97     | Non qual.       |
| Europei 1990         | Jens-Peter Herold  | 3'38”35     | Presente        |
| Asiatici 1990        | Mohamed Suleiman   | 3'43”56     | Presente        |
| Africani 1991        | William Kimei      | 3'41”97     | Non qual.       |
| Mondiali 1991        | Noureddine Morceli | 3'32”84     | Presente        |
|                      |                    |             |                 |
| Mondiali junior 1988 | Wilfred Kirochi    | 3'46”52     | Assente         |

## La gara
La prima semifinale si corre a un ritmo lento; si arriva ad un volatone finale con sette atleti che giungono appaiati al traguardo. Tutti i favoriti si qualificano; Gennaro Di Napoli rimane fuori dalla finale per un centesimo di secondo.

Anche nella seconda serie i favoriti della vigilia passano il turno.

In finale tutti i migliori si studiano, di conseguenza il ritmo di gara è lentissimo. Per fare 800 metri passano 2'08", un tempo più lento della gara femminile. Al suono della campanella dell'ultimo giro la gara si accende: tutti contro tutti. All'inizio dell'ultima curva emerge dal gruppo lo spagnolo Fermin Cacho che con una gran volata s'invola solitario verso il traguardo. Nel rettilineo finale il marocchino El Basir rimonta dall'ottava posizione ed agguanta l'argento.
Il connazionale Noureddine Morceli, campione del mondo, sbaglia completamente gara (settimo in 3'41"70); dovrà aspettare quattro anni per ottenere un risultato migliore.

Il campione europeo Jens-Peter Herold giunge sesto in 3'41"53.

## Risultati

### Turni eliminatori
| 4 Batterie   | 3 agosto | 51 partenti    | Si qualificano i primi 5 + i 4 migliori tempi. |
| 2 Semifinali | 5 agosto | 12 + 12        | Si qualificano i primi 5 + i 2 migliori tempi. |
| Finale       | 8 agosto | 12 concorrenti |                                                |

### Finale
| Pos | Paese   | Atleta           | Tempo   |
| --- | ------- | ---------------- | ------- |
|     | Spagna  | Fermín Cacho     | 3'40"12 |
|     | Marocco | Rachid El-Basir  | 3'40"62 |
|     | Qatar   | Mohamed Suleiman | 3'40"69 |